# Arab-israeliska konflikten
Arab-israeliska-konflikten är en serie av konflikter och dispyter i Mellanöstern mellan ett flertal av de så kallade arabiska staterna i Arabförbundet och Israel, vilken har pågått sedan 1948. I centrum för konflikten står staten Israels bildande (1948) och den dithörande Israel–Palestina-konflikten. Konflikten har orsakat flera krig i området, och påverkar mellanstatliga relationer i hela världen.
Även staten Iran räknas som part i Mellanösternkonflikten vid sidan om arabstaterna efter Irans islamiska revolution 1979 bland annat genom att understödja Hamas i Gaza, Hizbollah i Libanon och huthier i Jemen.   
Till de krig som ses som delar av Mellanösternkonflikten hör 1948 års arabisk-israeliska krig, Israel–Libanon-konflikten och dithörande krig, Sexdagarskriget och Jom kippur-kriget. Arabvärlden har även utfärdat olika bojkotter mot Israel, och släpper inte in människor med israeliska pass eller (i många fall) israeliska passtämplar i sina länder. Mellanösternkonflikten är inte begränsad till staten Israels existens och den palestinska flyktingssituationen utan omfattar även de områden som Israel ockuperar. Under Kalla kriget kännetecknades konflikten till en del av den ideologiskt betingade motsättningen mellan USA och Sovjetunionen.[förklaring behövs][källa behövs]
Strategic Foresight Group(en), en tankesmedja grundad 2002 i Indien, har för flera konflikter beräknat en alternativkostnad ("opportunity cost") där man för en tidsperiod jämför verklig utveckling av BNP med en uppskattning av möjlig BNP-utveckling vid fredliga förhållanden.
Med vissa antaganden anger man den totala alternativkostnaden för perioden 1991 till 2010 för länderna i Mellanöstern till $ 13 500 miljarder, varav Israels andel är drygt $ 1 000 miljarder, Irak cirka $ 2 300 miljarder och Saudiarabien till cirka $ 4 500 miljarder, allt angivet i dollarkurs för 2006.
Den mänskliga förlusten på grund av konflikten beräknas till 92 000 liv (74 000 militärer och 18 000 civila under åren 1945–1995)